# 아나코 평화주의

아나코-평화주의를 상징하는 기

아나코-패시피즘(Anarcho-pacifism) 또는 아나키즘적 평화주의는 사회 변화와 국가의 폐지를 위한 투쟁에서 폭력의 사용을 거부하는 것을 말한다. 사회 변화를 위한 투쟁에서 평화적이고 비폭력적인 저항 방식을 옹호하는 아나키스트파이다. 아나코 평화주의는 권력의 한 형태로 여겨지는 폭력의 원칙을 거부하며, 따라서 위계와 지배의 거부와 같은 핵심 아나키스트 이상과 모순된다고 주장한다. 많은 아나코-평화주의자들은 전쟁과 폭력 사용을 거부하는 기독교 아나키스트이기도 하다.
아나코 평화주의자들은 폭력 사용을 거부하지만, 평화로운 자발주의 사회를 건설하기 위해 자본주의와 국가에 대항하는 비폭력적인 혁명적 행동을 수용한다. 초기 아나코-평화주의 운동의 주요 영향은 헨리 데이비드 소로와 레오 톨스토이의 철학이었으며, 이후 마하트마 간디의 사상이 중요성을 더했다. 아나코-평화주의 운동은 주로 제2차 세계 대전 전후에 네덜란드, 러시아, 영국, 미국에서 시작되었다.

## 같이 보기
- 자유지상주의적 사회주의